# Kowdosero
Kowdosero (russisch Ковдозеро) ist ein See im Süden der Oblast Murmansk im Nordwesten von Russland. 
Es gibt eine Vielzahl an Inseln im See.
1955 wurde das Knjaschegubsk-Wasserkraftwerk errichtet, und der natürliche See wurde um 6,4 m aufgestaut.
Dabei wuchs die ursprüngliche Seefläche von 224 bis 294 km² auf 608 km². 
Das Einzugsgebiet umfasst 25.900 km².
Der See wird von vielen Flüssen gespeist. Wichtigste  Zuflüsse sind Kowda und Lopskaja.
Seit der Umwandlung des Sees in einen Stausee fließt das Wasser des Kowdosero über einen Kanal zum Wasserkraftwerk und weiter zum Weißen Meer.
Der See dient dem Fischfang, Schiffsverkehr und der Holzflößerei. 